# Vågsvåg
Vågsvåg – wieś w zachodniej Norwegii, w okręgu Sogn og Fjordane, w gminie Vågsøy. Wieś leży na południowej stronie wyspy Vågsøy, na północnym brzegu fiordu Vågsfjorden, przy norweskiej drodze krajowej nr 621. Vågsvåg znajduje się 3 km na zachód od wioski Holvika i około 6 km na zachód od centrum administracyjnego gminy – Måløy. 
W pobliżu miejscowości znajduje się latarnia morska Hendanes, która została wybudowana w 1914 roku.
W 2001 roku wieś liczyła 230 mieszkańców.